# Параллельный гигантский слалом
Параллельный гигантский слалом (от норв. sla — наклонный и норв. låm — трек, тропа) — одна из дисциплин в соревнованиях сноубордистов. В отличие от традиционного гигантского слалома в параллельном гигантском слаломе 2 спортсмена одновременно стартуют на двух расположенных рядом на одном склоне трассах.  По сравнению с параллельным слаломом параллельный гигантский слалом отличается большими расстояниями ворот и, следовательно, более высокими скоростями.

## Требования к трассе
Соревнования по параллельному гигантскому слалому проводятся на склоне с перепадом высот от 120 до 200 м. На склоне ставятся две трассы (одна красного цвета, другая — синего цвета). Количество ворот на каждой трассе составляет примерно 25.
В этих видах ворота состоят из одной слаломной древки и одной древки «стабби» с треугольным флагом. Внутренняя поворотная древка — подвижная древка «стабби». Внешняя древка может быть подвижной или жёсткой (когда ветер).  Расстояние между поворотными древками двух смежных ворот должно быть от 20 до 25 метров. Ворота отмечаются флагами соответствующего цвета (синим или красным), который привязан к вешкам разной высоты. Поворот всегда проходится вокруг короткой вешки.

## Организация соревнований
Соревнования делятся на квалификационные заезды и соревновательные заезды. В квалификации все спортсмены проходят  по одному трассу на время. 16 участников, показавших наилучшее время на трассе, отбираются к следующему этапу (финальным заездам). Таким образом 16 спортсменов, показавшие наилучший результат, разбиваются на пары и параллельно проходят красную и синюю трассы. Победитель парного заезда выходит в следующий этап соревнований. Таким образом, в 1/8 финала участвует 16 спортсменов, в 1/4 финала — 8 спортсменов, в 1/2 финала — 4 спортсмена, и в финалах (за 1-е, 2-е и 3-е 4-е место) — по 2 спортсмена.